# Rio do Peixe (afluente do rio Mojiguaçu)
O Rio do Peixe é um rio brasileiro que nasce no estado de Minas Gerais, no município de Munhoz, e adentra o território do estado de São Paulo. Possui cerca de 147,2 quilômetros de extensão. Em seu trecho inicial, no município de Munhoz, é chamado de Rio Corrente, nome alterado para Rio do Peixe após receber as águas do Rio Cachoeirinha, já no município de Socorro. Apresenta inúmeras cachoeiras de pequeno porte e corredeiras.

## Percurso
Sua nascente situa-se na Serra da Mantiqueira, no município mineiro de Munhoz. O Rio do Peixe atravessa os municípios de Munhoz, Socorro, Lindoia, Serra Negra e Itapira. É o principal afluente da margem esquerda do Rio Mojiguaçu, percorrendo o chamado Circuito das Águas paulista.